# Centrale (vùng)
Centrale là một trong 5 vùng của Togo. Sokodé là thủ phủ vùng này. Đây là vùng có dân số ít nhất trong 5 vùng của Togo.
Các thành phố chính khác ở vùng Centrale gồm Tchamba và Sotouboua.
Centrale được chia thành các tỉnh Blitta, Sotouboua, Tchamba, và Tchaudjo.
Centrale nằm ở phía bắc vùng Plateaux và phía nam của vùng Kara. Vùng này giáp vùng Bắc về phía tây bắc và vùng Volta của Ghana về phía tây nam, tỉnh Donga về phía đông bắc và giáp tỉnh Collines của Bénin về phía đông nam.